# L’Amour vainqueur, Qui que tu sois voici ton Maître
L’Amour vainqueur, Qui que tu sois voici ton Maître est un tableau réalisé en 1889 par le peintre français Jean-Léon Gérôme, présenté au salon de peinture de 1889 (no 1152). Cette peinture à l'huile sur toile, de format horizontal de 99,7 × 160 cm, représente l’Amour entouré par des félins à l’intérieur d’une ménagerie. Elle fait partie d’une collection particulière.
Le sujet rapproche deux thèmes chers à Gérôme : la Grèce antique et les animaux, avec une phrase de Voltaire comme inspiration : 

« Qui tu es, voici ton maitre ! Il l'est, le fut, ou le doit être ! Qui que vous soyez, voici votre professeur. Il est, était ou doit être ! »

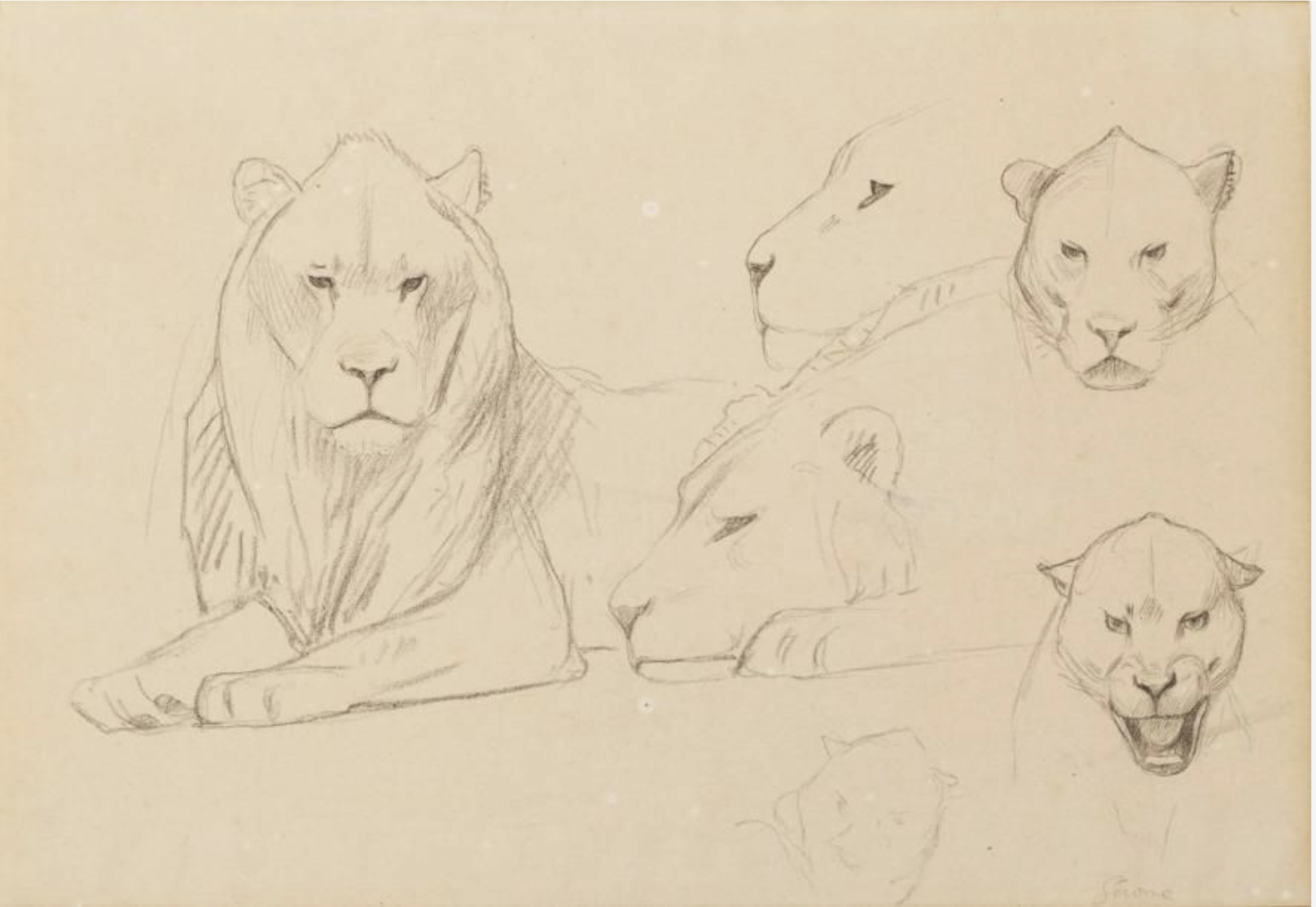
Étude de lion.

La figure de l’Amour est représentée sous les traits d’un jeune Cupidon, ailé et vêtu d’une couronne de laurier dorée, le torse ceint d’une guirlande de fleurs, la main posée sur son arc et la tête surmontée d’une petite flamme. 
Les neuf fauves (lions, léopards, tigres et panthère) ne montrent aucune agressivité envers Cupidon, le tigre paraît soumis et la panthère noire est tapie à ses pieds. 
Le visage de Cupidon est inspiré par celui de Madeleine, sa dernière fille, née en 1875.
La signature de l’artiste se trouve en haut à gauche sur le mur : J.L GÉRÔME.   